# Hédi Bouraoui
Pour les articles homonymes, voir Bouraoui.
Hédi Bouraoui (arabe : هادي بوراوي), de son nom complet Hédi André Bouraoui, né le 16 juillet 1932 à Sfax, est un poète, nouvelliste et universitaire tuniso-canadien. Il traite régulièrement des thèmes incluant la transcendance des frontières culturelles.

## Biographie
Né le 16 juillet 1932 à Sfax, il passe sa jeunesse en France, puis part vivre au Canada.
Après avoir suivi ses études secondaires au lycée Maréchal-Lannes de Lectoure (Gers), puis étudié les littératures française, anglaise et américaine en France puis aux États-Unis, il rejoint l'Université York de Toronto, en 1966, où il enseigne les littératures françaises et anglaises en se spécialisant dans les littératures africaine, caribéenne, et franco-ontarienne. Il lance également le centre Canada-Méditerranée (CMC) au sein de l'université.
En mai 2003, il est fait docteur honoris causa de l'Université Laurentienne de Sudbury en Ontario en reconnaissance de ses contributions à la littérature canadienne et mondiale. Il reçoit également de nombreux prix littéraires au Canada, en France et en Tunisie. Il est membre du comité d'honneur de la Maison internationale des poètes et des écrivains de Saint-Malo.
Professeur émérite à l'Université de Toronto, il est membre de l'Académie des lettres et des sciences humaines de la Société royale du Canada. En 2004, il est récipiendaire du prix du Nouvel-Ontario pour l'ensemble de son œuvre. On lui doit également une cinquantaine d'ouvrages, le plus souvent axés sur diverses facettes de la pluralité culturelle. Son conte poétique Rose des sables et son roman Ainsi parle la Tour CN ont remporté le Grand Prix du Salon du livre de Toronto, respectivement en 1998 et 2000. En 2016, il est mis à l'honneur au lycée Notre-Dame-des-Aydes de Blois avec une exposition raisonnée de ses écrits au centre de documentation et d'information de l'établissement. En 2022, il est élu membre de la Société royale du Canada.

## Distinctions et récompenses
- Citoyen d'honneur d'Acquaviva delle Fonti (2010)[9] ;
- Plaque d'honneur de l'université Saints-Cyrille-et-Méthode de Skopje (2008)[10] ;
- Association of Indian Teachers of French Award remis à Pondichéry (2007)[10] ;
- Plaque d'honneur du Conseil général de la province de Bari (2007)[10] ;
- Prix du meilleur livre d'érudition, décerné par l'Association des professeurs français des universités et des collèges canadiens (2005)[10] ;
- Doctorat honoris causa de l'Université Laurentienne (2003)[10] ;
- Prix Christine Dumitriu Van Saanen (2000)[10] ;
- Prix Afrique Méditerranéenne/Maghreb (2000)[10] ;
- Prix Jean-Dalba (1999)[10] ;
- Prix du Nouvel Ontario (1999)[10] ;
- Comar d'or (1999)[10] ;
- Grand Prix du Salon du livre de Toronto (1998)[10] ;
- Prix spécial du jury Comar (1996)[10] ;
- Grand Prix de la ville de Sfax (1995)[10] ;
- Prix France-Canada (1994)[10] ;
- Médaille du Conseil régional de la Guadeloupe (1993)[10] ;
- Doctorat honoris causa de l'Académie américaine des arts et des sciences (1988)[10] ;
- Doctorat honoris causa de l'université Chulalongkorn (1988)[10] ;
- Grand Prix international de la poésie (1987)[10].

## Décorations
- 2004 :  Officier de l'ordre des Palmes académiques (France)[6] ;
- 2018 :  Membre de l'Ordre du Canada[11],[12].

## Œuvres

### Poésie
- Musocktail, 1966
- Tremblé, 1969
- Eclate-Module, 1972
- Vésuviade, 1976  (ISBN 2243002612)
- Haïtuvois, suivi de Antillades, 1980  (ISBN 289017011X)
- Tales of Heritage I, 1981
- Vers et l'Envers, 1982  (ISBN 0920802443)
- Ignescent, 1982  (ISBN 2903871051)
- Tales of Heritage II, 1986
- Echosmos, 1986  (ISBN 0969127022)/ (ISBN 0969127030)
- Reflet Pluriel, 1986
- Émergent les Branches, 1986
- Arc-en-Terre, 1991  (ISBN 1895667003)
- Poésies, 1991
- Emigressence, 1992  (ISBN 0919925839)
- Nomadaime, 1995  (ISBN 0921916523)
- Transvivance, 1996
- L'Ange perVers, 1998
- Illuminations Autistes, 2003  (ISBN 9973510186)
- Struga, suivi de Margelle d'un festival, 2004  (ISBN 292315309X)
- Sfaxitude, 2005
- Livr'Errance, 2005
- In-side Faces/Visages du Dedans, 2008  (ISBN 9782980969263)
- Adamesques, 2009  (ISBN 9782915235593)

### Romans
- L'Icônaison, 1985  (ISBN 2890403521)
- Bangkok Blues, 1994  (ISBN 1895873088)
- Retour à Thyna, 1996  (ISBN 9973757262)
- La Pharaone, 1998  (ISBN 9973757041)
- Ainsi parle la Tour CN, 1999  (ISBN 2921463237)
- La Composée, 2001  (ISBN 2921463288)
- La Femme d'entre les lignes, 2002  (ISBN 0921916701)
- Puglia à bras ouverts, 2007  (ISBN 9782980969249)
- Cap Nord, 2008  (ISBN 9781897058732)
- Les aléas d'une odyssée, 2009  (ISBN 9781897058886)
- Méditerranée à voile toute, 2010  (ISBN 9781926628073)
- Le Conteur, 2012  (ISBN 9781771201308)
- La Plantée, 2017[13]

## Essais
- Créaculture I, 1971
- Créaculture II, 1971
- The Canadian Alternative, 1980  (ISBN 0920802168)
- Critical Strategy, 1983  (ISBN 0920802605)
- La Francophonie à l'Estomac, 1995  (ISBN 2879310474)
- La Littérature franco-ontarienne. État des lieux, 2000  (ISSN 1198-8282)
- Pierre Léon : Poète de l'Humour, 2003  (ISBN 1894547772)
- Vingt-quatre heures en tesselles mosaïcales, 2018[14]